# Classe Papa
Le projet soviétique 661 Anchar est un sous-marin nucléaire lanceur de missiles de croisière de seconde génération connu sous le code OTAN Classe Papa. Seul un navire, le K-162 a été construit, il fut plus tard renommé K-222.

## Historique - La genèse du Projet 661

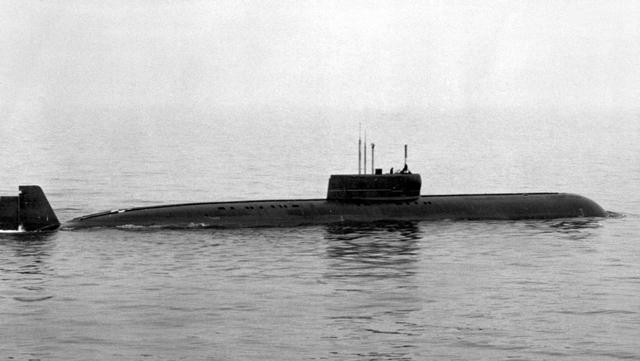
Le Papa en patrouille le 1er octobre 1985

En décembre 1959, après  que la décision fut prise par le Comité central du PCUS et le Conseil des ministres de l'URSS, Le Projet 661 Anchar fut planifié. Il sera un sous-marin lanceur de missiles et va nécessiter de nouvelles recherches dans une multitude de domaines comme l'hydrodynamisme, la propulsion nucléaire, la métallurgie. Le BDC-16 (renommé depuis SPMBM « Malakhit ») a commencé à travailler à la conception d'un sous-marin de la nouvelle génération, rapide, avec coque en titane, l'installation d'une nouvelle génératrice nucléaire et à la possibilité de lancer des missiles de croisière.
Au départ du projet, c'est NN Isanin qui est nommé concepteur en chef, plus tard remplacé. Un cahier des charges strict et rigoureux est déterminé. La masse des installations (turbines et réacteur) devait être divisée par 1,5 voire 2. Une nouvelle torpille ultra-véloce devait aussi être créée. Pour répondre à ces exigences, de nouveaux matériaux ont été utilisés. Le développement du sous-marin a été classé comme une priorité absolue.

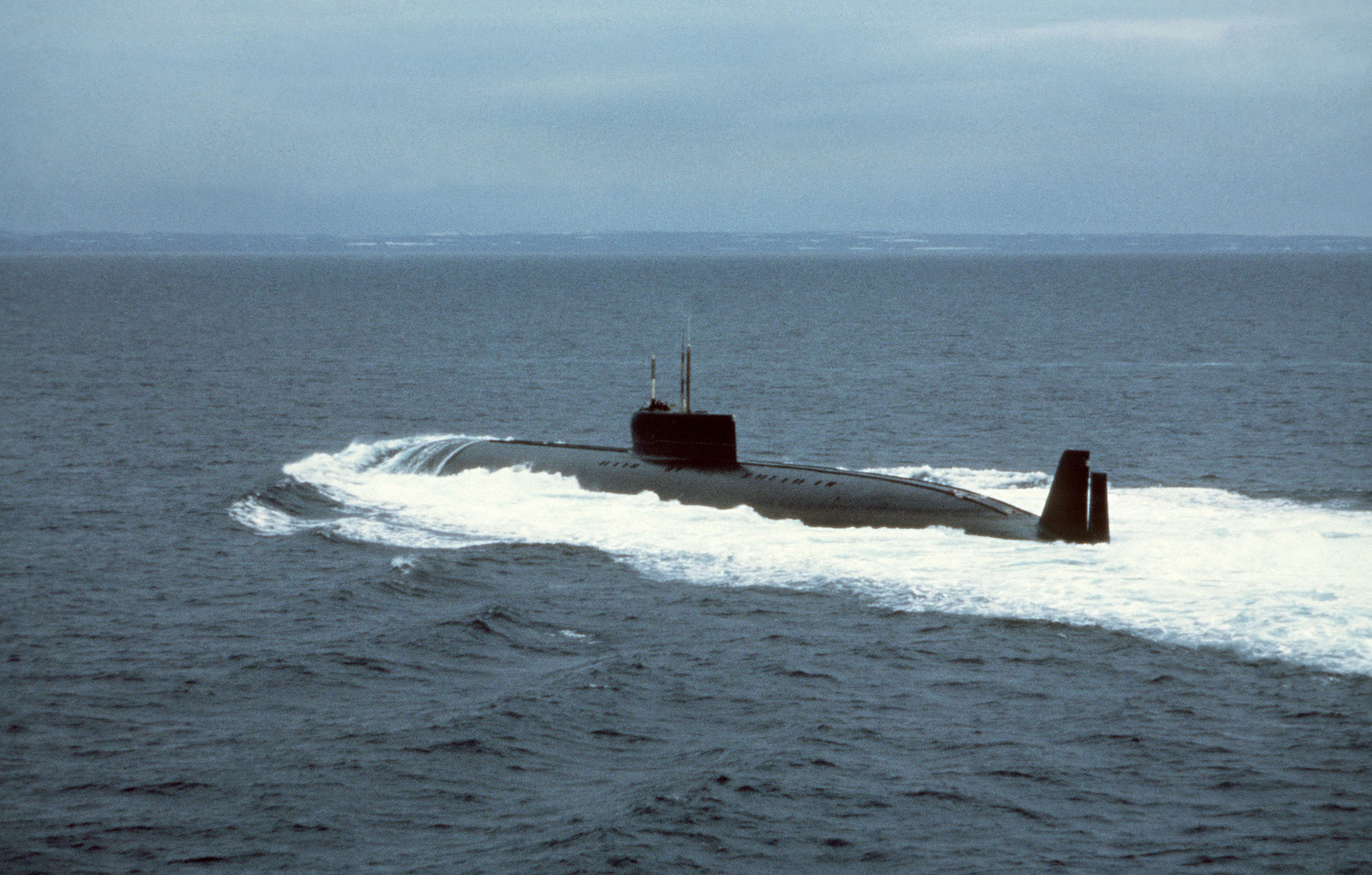
Le Papa en patrouille le 1er octobre 1985

Parmi les trois matériaux de base considérés pour la construction du projet 661; l'acier, l'aluminium, le titane, c'est le titane qui a été choisi. Ce choix, a par ailleurs, engendré un coût supérieur mais cela a permis de réduire fortement la masse totale du sous-marin et de réduire de façon significative son champ magnétique.
Quatre cents entreprises et fournisseurs vont participer à la construction de ce projet.
En raison du coût de la construction du sous-marin, celui-ci sera surnommé « Goldfish ».

## Description générale
Il a obtenu lors de ces essais le record officiel de vitesse pour un sous-marin en plongée avec 44,7 nœuds (82,78 km/h) le 18 décembre 1970 et a atteint de manière non officielle 44,85 nœuds (83,06 km/h) le 30 mars 1971.

## Modifications
En 1970, alors que le sous-marin était encore en phase de test, une série de modifications ont été proposées. Il y avait trois possibilités de modifications majeures :
- Améliorer le système propulsif ;
- Améliorer les génératrices (passer de 40 000 cv à 55 000 cv) ;
- Ajouter  et améliorer des systèmes en autorisant l'augmentation du tonnage (5 197 à 6 208 tonnes).

Cependant, lors des essais, le bruit généré (plus de 100 dB dans les compartiments machines) à pleine puissance préoccupe les autorités. Pendant ce temps un autre projet, moins coûteux le Projet 670 (classe Charlie) avait été lancé. Par ailleurs faire les modifications sur le système d'armes aurait coûté énormément de temps et d'argent. Dans ces conditions l'ensemble des modifications proposées ont été refusées.
Par ailleurs, il a été proposé de modifier le K-162 afin qu'il puisse accueillir les missiles P-700 Granit.

## Programme de construction
En 1962, le chantier naval no 402 de la Sevmash a commencé la fabrication du projet. Cependant les premiers essais d'assemblage de la coque ont été des échecs cuisants. Cela a nécessité des travaux supplémentaires afin de répondre aux exigences du cahier des charges. La haute technicité et la difficulté à exploiter les matériaux utilisés a conduit à un temps de développement extrêmement long. La construction du sous-marin a duré onze ans.
Les retards se sont accumulés notamment à cause des lenteurs des livraisons et de la rareté du titane. Il était prévu que le K-162 soit suivi de 10 exemplaires, puis le nombre a été réduit à cinq en 1964, puis à trois, finalement seulement un unique exemplaire fut réalisé. Les raisons principales sont la pénurie de titane en URSS pendant cette période, la haute technicité mise en œuvre et la faible maîtrise des nouvelles technologies. En 1970, se pose la question de savoir si le Projet 661 va être continué mais finalement c'est le projet 670 Scat qui fut soutenu.

## Statut
À partir de 1988, le sous-marin est en réserve, stocké à la base sous-marine de Severodvinsk[Laquelle ?]. Il est démantelé à partir de l’autonome 2010 par la Sevmash, qui a la capacité de travailler les coques en titane[réf. nécessaire].

## Spécifications (non exhaustif)
Déplacement
- surface : 5 197 t
- plongé : 8 000 t

Dimensions principales
- longueur maximale : 106,92 m
- largeur maximale : 11,5 m
- tirant d'eau : 8,06 m

Technique
- 2 VM-5R : 177,4 mWt
- 2 GTZA-6 18, 2 turbines à vapeur : 80 000 cv
- 2 turbines OK-3 : 2x3 000 cv

Propulsion
- 2 hélices de ?m de diamètre
- 16 nœuds en surface / 42-44,7 nœuds en plongée

Profondeur
- Courante : 300 m
- Limité : 400 m
- De destruction : + de 600 m

Endurance
- 70 jours de patrouille.

Équipage
- En comptant aussi les officiers : 85

Armement
Missiles : 
- PU SM-97 PKRK P-70 "Amethyst", DYT P-70 (4 K66) "Amethyst" (Code OTAN : SS-N-7 "Starbright") : 10 (un par tube)

Torpilles : 
- 533 classique (TA) : 4
- 533 lourde : 5
- peut transporter des mines au lieu de torpilles

Armement Radio-électronique
Radar de détection général 
- RLK-101 "Albatros"
- CPI-10 marins

ACO
- GAK CIM-300 "Rubin"
- MG-509
- MG-29
- "radians-1" minoiskaniya

средства РЭБ
- "Zavesa" pelengator
- L'AN-M PMU

Complexe de navigation
- "Sigma-661"
- "Samum-1" radiosekstant

Radar 
- "Nihrom"